# Cesare verde
Il ritratto di Cesare detto Cesare verde è un'opera scultorea realizzata tra il I secolo a.C. e il I secolo d.C. in basanite. È attualmente conservato all'Altes Museum di Berlino.
Rappresenta probabilmente il generale e politico romano Gaio Giulio Cesare: la statua presenta, infatti, i caratteri propri delle altre raffigurazioni antiche di Cesare, e va dunque considerata, come le altre opere di età tardo-repubblicana, una riproduzione abbastanza realistica dei lineamenti del dittatore romano, ancora non modificati con fini di idealizzazione. Tuttavia, in ogni statua del periodo si possono riconoscere particolari tipizzati che rimandano ai valori del mos maiorum romano: è il caso dei segni dell'età che richiamano l'auctoritas e dei tratti severi che denotano la gravitas. Cesare, dittatore e guida dello stato romano, diviene personificazione stessa di questi valori; il contegno del volto rappresentato è simbolo della nobiltà dell'uomo che è effigiato. Il volto scarno di Cesare richiama l'incrollabile capacità di sopportazione che il generale dimostrò nel corso delle guerre galliche, benché Cesare sia qui ritratto non come condottiero militare ma come civis romanus che partecipa all'attività politica dell'Urbe.
L'opera fu rinvenuta con grande probabilità a Roma, ed acquistata dalla collezione Julienne nel 1767 a Parigi da Federico II di Prussia, che la trasportò in Germania, a Berlino, dov'è tuttora conservata. Risulta tuttora impossibile stabilire il luogo, probabilmente una località orientale, e l'epoca in cui l'opera fu realizzata; essa corrisponde ai canoni della scultura classica, ed è riconducibile, in particolare, al concetto di distensione classicistica, che si esplica nella plasticità dei lineamenti. Essi appaiono infatti particolarmente fluidi grazie all'uso, al posto del consueto marmo, della basanite (nella variante della grovacca verde dallo Uadi Hammamat, in Egitto).
Il ritratto, alto 41 centimetri e quindi leggermente superiore alle reali dimensioni del busto umano, raffigura il volto di un uomo adulto ormai prossimo alla vecchiaia: compaiono infatti sottili rughe sulla fronte, lungo il contorno degli occhi e attorno alla bocca. I capelli, radi ma in realtà ben più abbondanti di quelli che Cesare, quasi calvo, doveva avere, sono rappresentati in ciocche falciformi che ricadono sulla fronte ma lasciano scoperte le tempie. Le guance ed il collo comunicano un'impressione di particolare magrezza, accentuata anche dal profilo del naso e dalle labbra sottili.
Integrazioni di epoche successive sono da considerarsi i bulbi oculari in marmo, aggiunti in età moderna, e le rifiniture, frutto di più recenti restauri, all'orecchio sinistro e all'orlatura destra della toga.